# Église Saint-Simon de Saint-Pé-Saint-Simon
L'église Saint-Simon est une église catholique située à Saint-Pé-Saint-Simon, en France.

## Localisation
L'église Saint-Simon est située au lieu-dit Saint-Simon, sur le territoire de la commune de Saint-Pé-Saint-Simon, dans le département français de Lot-et-Garonne.

## Historique
La paroisse de Saint-Simon de Labat a été réunie à la paroisse de Saint-Pé d'Homimort au moment du concordat de 1801.
L’église Saint-Simon date de la fin du XIe siècle ou de la première moitié du XIIe siècle.
Dans la première moitié du XIVe siècle, l'église a été rehaussée pour recevoir une salle haute de défense et un bâtiment au sud qui sont garnis d'archères en croix pattée. À la fin du XVe siècle ou au début du XVIe siècle, on a ajouté un corps de logis, avec tour d'escalier à moitié hors-œuvre, avec des portes à linteaux en accolade et défendu par des canonnières.
La voûte romane signalée dans l'enquête de 1546 n'existe plus qu'en partie, au-dessus du sanctuaire. Dans cette enquête, il est dit que les fabriciens avaient commencé à payer le maçon Bernard de Guillaume pour construire une chapelle et une sacristie pour l'église.
La voûte de la chapelle a été refaite vers 1823 ainsi que le décor peint. 
L'architecte Courau d'Agen a bâti une voûte en brique sur la nef en 1905. Il a aussi refait la charpente et la couverture.
L'édifice est inscrit au titre des monuments historiques le 23 mai 1951,. En janvier 2021, le nouvel arrêté d'inscription intègre l'église avec sa parcelle, la parcelle de son cimetière attenant, ainsi que le mur d'enceinte et le mur de séparation des deux parcelles.